# Mauro Gambetti
Mauro Gambetti OFMConv. (ur. 27 października 1965 w Castel San Pietro Terme) – włoski duchowny rzymskokatolicki, franciszkanin konwentualny, arcybiskup, kustosz papieskiej bazyliki św. Franciszka i przełożony kustodii świętego klasztoru w Asyżu w latach 2013–2020, kardynał diakon od 2020, archiprezbiter bazyliki watykańskiej od 2021, przewodniczący Fabryki Świętego Piotra i tym samym wikariusz generalny Państwa Watykańskiego od 2021, członek Papieskiej Komisji ds. Państwa Watykańskiego od 2021.

## Życiorys
Urodził się 27 października 1965 w Castel San Pietro Terme. Studiował na Uniwersytecie Bolońskim, gdzie we wrześniu 1992 uzyskał licencjat z inżynierii mechanicznej. Następnie wstąpił do Zakonu Braci Mniejszych Konwentualnych, w którym odbył nowicjat. 29 sierpnia 1995 złożył tymczasowe śluby zakonne, wieczyste 20 września 1998, zaś 8 stycznia 2000 w Longiano został wyświęcony na prezbitera. Na Instytucie Teologicznym w Asyżu uzyskał bakalaureat z teologii, zaś na Wydziale Teologicznym Środkowych Włoch we Florencji licencjat naukowy z antropologii teologicznej.
Po święceniach kapłańskich pracował w Longiano jako animator duszpasterstwa powołań i młodzieży regionu Emilia-Romania, zaś w latach 2005–2009 pełnił również funkcję opiekuna tej wspólnoty. W 2009 został wybrany przez braci z prowincji bolońskiej, mających władzę nad konwentami w Emilii-Romanii, na pozycję ministra prowincjalnego. W 2013 został przeniesiony na funkcję kustosza bazyliki Świętego Franciszka w Asyżu. W 2017 został ponownie wybrany na czteroletnią kadencję. Równocześnie arcybiskup Domenico Sorrentino, biskup Asyżu-Nocery Umbry-Gualdo Tadino, mianował go wikariuszem biskupim dla duszpasterstwa bazyliki Świętego Franciszka i innych kościołów prowadzonych przez franciszkanów konwentualnych w diecezji. We wrześniu 2017 został wybrany prezydentem Śródziemnomorskiej Federacji Ministrów Prowincjonalnych Franciszkanów Konwentualnych. Po ogłoszeniu jego nominacji kardynalskiej złożył rezygnację z urzędu kustosza bazyliki w Asyżu.
25 października 2020 podczas modlitwy Anioł Pański papież Franciszek ogłosił, że mianował go kardynałem. 30 października 2020 został mianowany arcybiskupem tytularnym Thisiduo. Święcenia biskupie otrzymał 22 listopada 2020 w bazylice Świętego Franciszka w Asyżu. Udzielił mu ich kardynał Agostino Vallini, emerytowany wikariusz generalny Rzymu, w asyście arcybiskupa Domenica Sorrentina, biskupa Asyżu-Nocery Umbry-Gualdo Tadino i Giovanniego Mosciattiego, biskupa Imoli. Jako zawołanie biskupie przyjął słowa „Omnibus subiecti in Caritate” (Wszystko poddać miłości). 28 listopada 2020 na konsystorzu kreowany kardynałem diakonem, a jako kościół tytularny otrzymał kościół Najświętszego Imienia Maryi na Forum Trajana. 29 maja 2021 uroczyście objął swój kościół tytularny w Rzymie.
20 lutego 2021 papież Franciszek mianował go wikariuszem generalnym Państwa Watykańskiego, przewodniczącym Fabryki Świętego Piotra, i archiprezbiterem bazyliki watykańskiej.
4 listopada 2021 papież Franciszek mianował go członkiem Papieskiej Komisji ds. Państwa Watykańskiego, natomiast 16 grudnia 2021 został mianowany członkiem Kongregacji ds. Instytutów Życia Konsekrowanego i Stowarzyszeń Życia Apostolskiego. Brał udział w konklawe 2025, które wybrało papieża Leona XIV.